# Pilostyles
Pilostyles je biljni rod endoparazitskih biljaka u porodici Apodanthaceae, dio reda Cucurbitales. Postoji nekoliko vrsta koje parazitiraju na drveću porodice Leguminosae, a raširene su u Sjevernoj i Južnoj Americi, Africi i Zapadnoj Australiji i Iranu.
Endoparaziti živi unutar drveta, a samo cvijeće pojavljuje na manjim granama domaćina. Rod je opisan u Annales des Sciences Naturelles; Botanique, sér. 2, 2(1): 21, t. 1. 1834.

## Vrste
1. Pilostyles aethiopica Welw.
2. Pilostyles berteroi Guill.
3. Pilostyles blanchetii (Gardner) R.Br.
4. Pilostyles boyacensis F.González & Pabón-Mora
5. Pilostyles coccoidea K.R.Thiele
6. Pilostyles collina Dell
7. Pilostyles hamiltonii C.A.Gardner
8. Pilostyles haussknechtii Boiss.
9. Pilostyles maya P.Ortega, Gonz.-Martínez & S.Vázquez
10. Pilostyles mexicana (Brandegee) Rose
11. Pilostyles thurberi A.Gray